# Ochicanthon takakui
Ochicanthon takakui är en skalbaggsart som beskrevs av Ochi, Kon, Hartini 2008. Ochicanthon takakui ingår i släktet Ochicanthon och familjen bladhorningar. Inga underarter finns listade i Catalogue of Life.